# ズデニェク・スヴェラーク
ズデニェク・スヴェラーク（Zdeněk Svěrák、1936年4月28日 - ）はチェコを代表する俳優で同時に脚本家・作家・舞台作家である。プラハ出身。 

## 来歴
カレル大学教育学部で国語と文学を専攻・修了。教鞭を執った後、1962年からはラジオ局で働いた。
1966年に、ヤーラ・チムルマンという架空のキャラクターをでっち上げラジオ放送をしたところ、視聴者の多くが実在の人物としてニュースを受け取るという出来事が発生した。ヤーラ・チムルマンは、チェコ人、文化、歴史に対する風刺的存在であったが、何でもできる存在があっという間に大人気になり、一躍チェコのヒーローになった。翌年1967年には、それをきっかけとしてヤーラ・チムルマン劇場という実在のシアターを設立した。1983年は、Jára Cimrman ležící, spící　という映画を製作した。
2005年には「最も偉大なチェコ人」で1位に選ばれるという珍事が発生（架空の人物のため審査からは除外）。ブルノ市やオロモウツ市には、彼の胸像や彼の名前にちなんだ通りまでもある。
スヴェラークの実の息子で映画監督の ヤン・スヴェラークと共演した『コーリャ　愛のプラハ』（1996年）でアカデミー賞最優秀外国語映画賞と第9回東京国際映画祭グランプリを受賞する。90年代以降の作品では、親子での合作画多く、自分で脚本を書いた作品（単独・共同含む）には出演する。

## エピソード
2007公開の作品「Vratné Lahve（直訳：リサイクルビン）」の脚本が原因で親子喧嘩になり、一時絶縁状態だったがズデニェクが脚本を5回書き直し無事和解、映画完成に至った（この喧嘩について2004年に息子ヤンが「Tatínek（直訳：お父さん）」と題したドキュメンタリーを撮った）。

## 代表作品
- 『スイート・スイート・ヴィレッジ』Vesničko má středisková(1985年、脚本ズデニェク・スヴェラーク、監督イジー・メンツェル)
- 『小学校』Obecná škola (1991年、脚本ズデニェク・スヴェラーク、監督ヤン・スヴェラーク)
- 『コーリャ 愛のプラハ 』Kolya　(1996年、脚本ズデニェク・スヴェラーク、監督ヤン・スヴェラーク)
- 『ダーク・ブルー』Tmavomodrý svět（2001年、脚本ズデニェク・スヴェラーク、監督ヤン・スヴェラーク）
- Vratné Lahve (2007年、脚本ズデニェク・スヴェラーク、監督ヤン・スヴェラーク)